# 630 (szám)
A 630 (római számmal: DCXXX) egy természetes szám, háromszögszám, az első 35 pozitív egész szám összege.

## A szám a matematikában
A tízes számrendszerbeli 630-as a kettes számrendszerben 1001110110, a nyolcas számrendszerben 1166, a tizenhatos számrendszerben 276 alakban írható fel.
A 630 páros szám, összetett szám, kanonikus alakban a 21 · 32 · 51 · 71 szorzattal, normálalakban a 6,3 · 102 szorzattal írható fel. Huszonnégy osztója van a természetes számok halmazán, ezek növekvő sorrendben: 1, 2, 3, 5, 6, 7, 9, 10, 14, 15, 18, 21, 30, 35, 42, 45, 63, 70, 90, 105, 126, 210, 315 és 630.
Erősen bővelkedő szám: osztóinak összege nagyobb, mint bármely nála kisebb pozitív egész szám osztóinak összege.
Ritkán tóciens szám.
A 630 négyzete 396 900, köbe 250 047 000, négyzetgyöke 25,09980, köbgyöke 8,57262, reciproka 0,0015873. A 630 egység sugarú kör kerülete 3958,40674 egység, területe 1 246 898,124 területegység; a 630 egység sugarú gömb térfogata 1 047 394 424,3 térfogategység.